# Claddagh ring

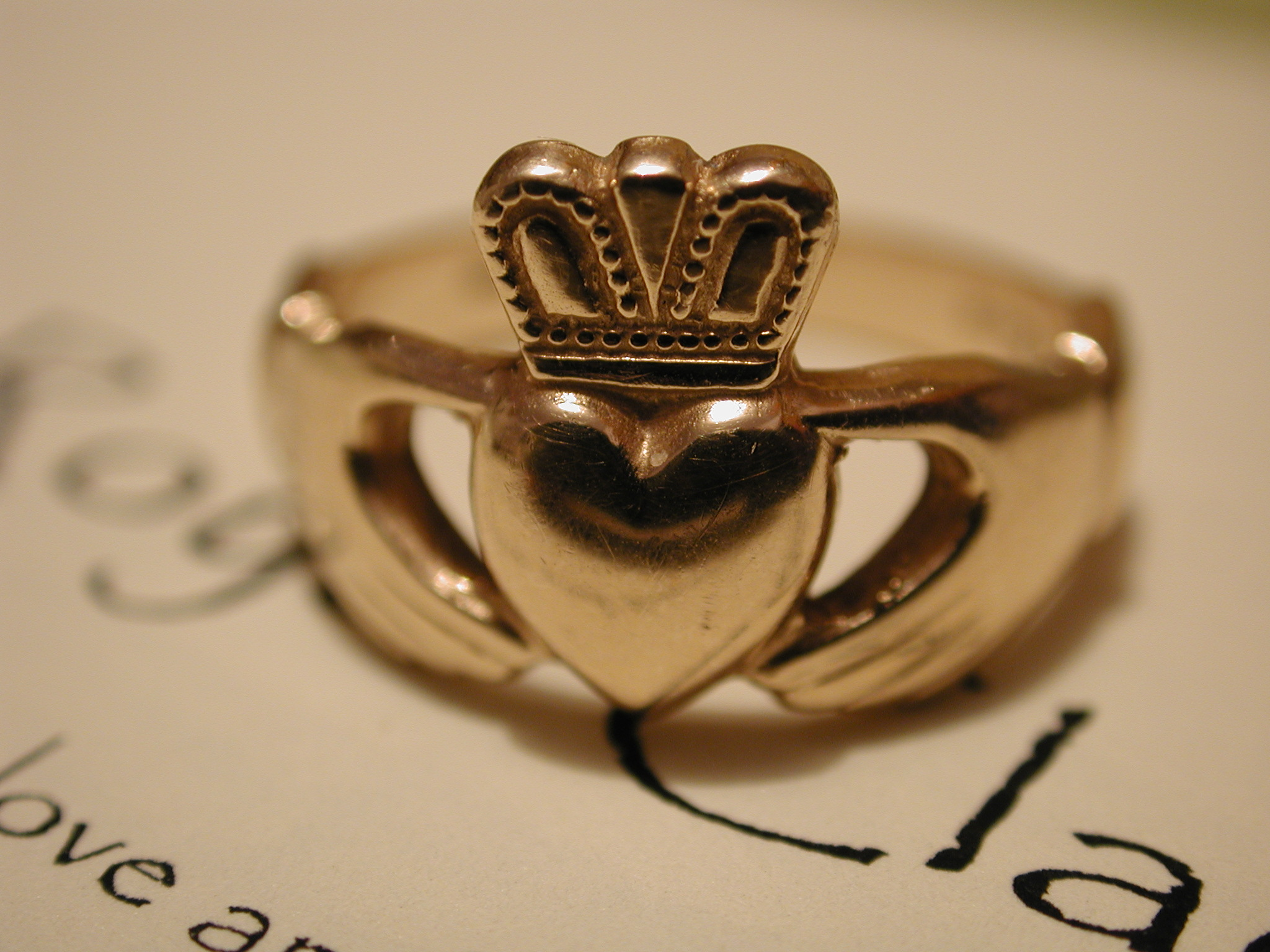
Claddagh ring

La Claddagh ring (littéralement "bague Claddagh" ou "anneau Claddagh" selon la sophistication esthétique qu'on lui reconnaît) est une bague traditionnelle irlandaise, offerte pour des fiançailles ou portée comme alliance. Aujourd'hui, elle peut être utilisée comme gage d'amitié. La bague et les coutumes qui lui sont associées viennent de Claddagh, un village de pêcheurs, qui se trouve juste derrière les vieux murs de Galway, dans l'Ouest de l'Irlande. Elle a été créée au XVIIe siècle sous le règne de Mary II d'Angleterre, bien que certains de ses éléments soient bien plus anciens. Ses origines sont associées à plusieurs légendes dont on ignore la provenance, mais l'histoire de Richard Joyce, expatrié de force qui aurait fabriqué la bague pendant son esclavage en Algérie, en espérant revoir sa bien-aimée un jour est la plus répandue.

## Symbolisme de la bague
Sur la bague de Claddagh, on voit deux mains tenant un cœur, la plupart du temps surmontées d'une couronne. On dit souvent que chacun de ces trois éléments symbolise une qualité : l'amour pour le cœur, l'amitié pour les mains et la loyauté pour la couronne. On retrouve par exemple deux de ces symboles, le cœur et la couronne, dans la broche écossaise Luckenbooth. L'adage associé à ces symboles est : « Let love and friendship reign » (« Que l'amour et l'amitié règnent »).
Les différentes façons de porter la bague sont souvent utilisées pour indiquer si on est libre ou non. Traditionnellement, si la bague est à un doigt de la main droite et que le motif est vers l'extérieur, la pointe du cœur pointée vers l'extrémité des doigts, cela indique que la personne portant la bague n'est pas engagée dans une relation sérieuse. Elle est alors probablement célibataire et à la recherche d'une relation. Si la bague est portée à la main droite la pointe du cœur dirigée vers le corps, cela indique que la personne est prise, ou que « quelqu'un a capturé son cœur ». La bague portée sur l'annulaire de la main gauche, la pointe du cœur pointée vers l'extrémité des doigts, indique généralement que celui qui la porte est fiancé. Quand la bague est portée à l'annulaire de la main gauche, la pointe du cœur dirigée vers le corps, cela signifie que la personne est mariée.

## Origines
Voici les différentes légendes qui donnent l'origine de la bague de Claddagh :
L'une d'elles raconte l'histoire de Margaret Joyce, une femme du clan Joyce. Elle se maria avec un marchand espagnol, du nom de Domingo de Rona. Elle alla en Espagne avec lui, mais il mourut et lui laissa une grande somme d'argent. Elle retourna en Irlande, puis, en 1596, épousa Oliver Ogffrench, le maire de Galway. Grâce à l'argent dont elle hérita, elle fit construire des ponts à Connacht. Elle le fit par charité. C'est pour cela, qu'un jour, un aigle déposa la bague de Claddagh sur ses genoux, en récompense.
Une autre légende évoque l'histoire d'un prince, qui tomba amoureux d'une servante. Pour convaincre le père de cette dernière de sa bonne foi, il fit confectionner une bague avec deux mains pour représenter l'amitié, une couronne pour la loyauté et un cœur pour l'amour. Il demanda la servante en mariage avec cette bague. Une fois que le père eut entendu l'explication des symboles de la bague, il donna sa bénédiction au prince.
Une légende, probablement plus proche de la vérité historique, raconte l'histoire de Richard Joyce, un autre membre du clan Joyce et originaire de Galway. Il quitta sa ville natale pour aller travailler dans les Caraïbes, projetant de se marier à son véritable amour lorsqu'il reviendrait. Mais son bateau fut capturé et il fut vendu comme esclave à un forgeron maure. À Alger, avec son nouveau maître, il fut formé à son art. Quand Guillaume III devint roi, il demanda à la Régence d'Alger de relâcher tous leurs prisonniers britanniques. Richard Joyce fut alors libéré. Le forgeron avait un tel respect pour Joyce qu'il lui proposa d'épouser sa fille et d'obtenir la moitié de sa fortune, s'il restait. Joyce refusa et retourna chez lui pour épouser son amour qui l'y attendait toujours. Pendant le temps de sa captivité à Alger, il forgea une bague pour témoigner de son amour. À son retour, il lui offrit la bague et ils se marièrent,,.
La Grande famine (1845-1849) a été à l'origine de l'émigration de beaucoup d'Irlandais. La bague s'est alors répandue aux États-Unis et ailleurs. À l'heure actuelle, on trouve ce motif un peu partout dans le monde. Ces bagues sont souvent considérées comme des héritages et sont transmises de mère en fille, mais aussi entre amis et entre amants.

## Utilisation actuelle
Des bijoux ornés du motif de Claddagh continuent d'être portés, principalement par ceux qui ont des ancêtres irlandais, comme signe d'appartenance culturelle, comme bague de fiançailles et comme alliance. Lors d'une cérémonie celtique païenne d'union, le chanteur des Doors Jim Morrison et l'écrivaine Patricia Kennealy-Morrison ont échangé des bagues de Claddagh. Une photo des bagues figurait sur la couverture des mémoires de Kennealy-Morrison, Strange Days: My Life With and Without Jim Morrison. Les bagues sont aussi sur ses photos d'écrivain.
Le groupe de rock/new wave écossais Simple Minds utilise un Claddagh comme logotype.
Des bagues de Claddagh apparaissent régulièrement dans les films et séries, souvent pour indiquer si un personnage est célibataire, pour illustrer des scènes de mariage, ou pour indiquer subtilement que les relations entre deux personnages ont changé. Dans une scène librement adaptée de la cérémonie d'union précédemment évoquée, Val Kilmer et Kathleen Quinlan, jouant Morrison et Kennealy-Morrison, échangent les bagues dans le film d'Oliver Stone, The Doors.
Dans la série Buffy contre les vampires, Angel (d'origine Irlandaise) offre cette bague à son amour, Buffy.
Dans le film the Leap Year de Anand Tucker, ou Donne-moi ta main en français, la bague y tient aussi un rôle important, puisque c'est cette bague que Declan va rechercher auprès de son ex-petite amie, qui l'avait gardée, pour pouvoir demander la main d'Anna.
Dans la série The haunting of Bly manor, épisode 9 "la bête dans la jungle", Dany propose Jamie la jardinière en fiançaille en cachant la bague dans les racines d'une plante.